# Mistrzostwa Polski w Wioślarstwie 2010
86. Mistrzostwa Polski seniorów w wioślarstwie – odbyły się w Poznaniu w dniach 4–6 czerwca 2010. 
Mistrzostwa zostały rozegrane na Torze Regatowym "Malta". W imprezie startowało ponad 300 zawodników i zawodniczek z 36 klubów.

## Medaliści MP seniorów
| Konkurencja:                         | Złoto: | Srebro: | Brąz: |
| jedynka (W1x)                        | Agata Gramatyka (AZS AWF Warszawa) | Donata Vištartaitė (Lotto Bydgostia WSG Bank Pocztowy Bydgoszcz) | Natalia Madaj (Posnania RBW Poznań) |
| jedynka wagi lekkiej (LW1x)          | Agnieszka Renc (WTW Warszawa) | Weronika Deresz (WTW Warszawa) | Daria Zielonka (AZS AWF Gorzów Wielkopolski) |
| dwójka podwójna (W2x)                | Magdalena Kemnitz Natalia Madaj (Posnania RBW Poznań) | Patrycja Pytel Agata Gramatyka (AZS AWF Warszawa) | Izabela Słoma Sylwia Lewandowska (WTW Warszawa) |
| dwójka bez sternika (W2-)            | Magdalena Korczak Anna Karzyńska (Orzeł Wałcz) | Kamila Soćko Joanna Leszczyńska (WTW Warszawa) | Marlena Ertman Kinga Kantorska (WTW Włocławek) |
| dwójka podwójna wagi lekkiej (LW2x)  | Magdalena Łopato Monika Myszk (AZS AWFiS Gdańsk) | Karolina Lipska Katarzyna Marcinkiewicz (WTW Warszawa) | Hanna Łukawska Karolina Jania (KSWiR Pegaz Wrocław) |
| czwórka podwójna (W4x)               | WTW Warszawa Agnieszka Renc Joanna Leszczyńska Kamila Soćko Weronika Deresz | Posnania RBW Natalia Madaj Teresa Neugebauer Magdalena Kemnitz Karolina Widun                                                                                       | AZS AWF Warszawa Sylwia Liskiewicz Agnieszka Kobus Agata Gramatyka Patrycja Pytel                                                                                 |
| czwórka bez sternika (W4-)           | WTW Włocławek Marlena Ertman Katarzyna Wołna Marta Liniewska Kinga Kantorska | WTW Warszawa Anna Demianiuk Ewa Tymoszewska Marta Kowalska Katarzyna Świątek                                                                                        | Lotto Bydgostia WSG Bank Pocztowy Bydgoszcz Magdalena Błoch Magdalena Kubiak Ewelina Sławińska Anna Mocna                                                         |
| czwórka podwójna wagi lekkiej (LW4x) | WTW Warszawa Weronika Deresz Karolina Lipska Katarzyna Marcinkiewicz Aleksandra Skrajna                                                                                                  | Lotto Bydgostia WSG Bank Pocztowy Bydgoszcz Natalia Maciukiewicz Jowita Guziska Paulina Ściesińska Martyna Mikołajczak                                              | AZS AWFiS Gdańsk Milena Brzęczek Agnieszka Korol Magdalena Łopato Monika Myszk                                                                                    |
| ósemka (W8+)                         | Lotto Bydgostia WSG Bank Pocztowy Bydgoszcz Anna Janicka Sylwia Kalocińska Iwona Zygmunt Anna Mocna Jowita Guziska Magdalena Błoch Ewelina Sławińska Magdalena Kubiak st. Paulina Górska | WTW Warszawa Anna Kortykowska Karina Leoniak Izabela Słoma Sylwia Lewandowska Marta Kowalska Ewa Tymoszewska Katarzyna Świątek Anna Demianiuk st. Magdalena Pozorek | Posnania RBW Poznań Katarzyna Sammler Paulina Biszof Karina Janiak Iwona Buda Alicja Sać Paulina Staszewska Karina Stoińska Iwona Kwiatkowska st. Monika Adamczyk |

### Mężczyźni
| Konkurencja:                             | Złoto: | Srebro: | Brąz: |
| jedynka (M1x)                            | Mindaugas Griskonis (Lotto Bydgostia WSG Bank Pocztowy Bydgoszcz) | Nerijus Vasiliauskas (Lotto Bydgostia WSG Bank Pocztowy Bydgoszcz) | Michał Słoma (AZS UMK Energa Toruń) |
| jedynka wagi lekkiej (LM1x)              | Bartłomiej Leśniak (AZS AWF Kraków) | Mariusz Stańczuk (AZS AWF Warszawa) | Bartłomiej Pawełczak (Lotto Bydgostia WSG Bank Pocztowy Bydgoszcz) |
| dwójka podwójna (M2x)                    | Piotr Licznerski Adam Korol (AZS AWFiS Gdańsk) | Marek Kolbowicz Konrad Wasielewski (AZS Szczecin) | Dawid Grabowski Bartosz Zabłocki (Posnania RBW) |
| dwójka bez sternika (M2-)                | Łukasz Kardas Dawid Pacześ (AZS Szczecin) | Maciej Mattik Zbigniew Schodowski (AZS AWF Gorzów Wielkopolski) | Piotr Buchalski Dominik Kubiak (PTW Płock) |
| dwójka ze sternikiem (M2+)               | Robert Fuchs Sławomir Kruszkowski st. Paweł Lipowski (AZS UMK Energa Toruń) | Mateusz Jabłoński Jakub Skrabulski st. Mateusz Sobocki (KTW Kalisz) | Bartosz Szczyrba Artur Chojnowski st. Jakub Wiśniewski (Gopło Kruszwica)                                                                                              |
| dwójka podwójna wagi lekkiej (LM2x)      | Michał Rychlicki Tomasz Mrozowicz (AZS AWFiS Gdańsk) | Aleksander Trzciński Mariusz Stańczuk (AZS AWF Warszawa) | Łukasz Zub Krzysztof Gosiewski (Lotto Bydgostia WSG Bank Pocztowy Bydgoszcz)                                                                                          |
| dwójka wagi lekkiej bez sternika (LM2-)  | Sebastian Krajewski Marcin Szatkowski (Lotto Bydgostia) | Bartosz Pszczółkowski Patryk Pszczółkowski (WTW Włocławek) | Piotr Abrahamczyk Robert Urbański (AZS AWFiS Gdańsk) |
| czwórka podwójna (M4x)                   | AZS Szczecin Bartosz Jendrzejewski Marek Kolbowicz Krzysztof Młynnik Konrad Wasielewski | Gopło Kruszwica Dawid Kawecki Michał Wiliński Artur Mikołajczewski Artur Śledzik                                                                                            | WTW Warszawa Filip Fulara Paweł Niziołek Karol Niziołek Marcin Brzeziński                                                                                             |
| czwórka bez sternika (M4-)               | Lotto Bydgostia WSG Bank Pocztowy Bydgoszcz Ryszard Ablewski Sebastian Kosiorek Mikołaj Burda Wojciech Gutorski                                                                                    | AZS AWF Gorzów Wlkp. Damian Rosolski Maciej Mattik Zbigniew Schodowski Michał Chrustowski                                                                                   | WTW Warszawa Dominik Brodziak Krzysztof Lewandowski Michał Jeżewski Jakub Kocerka                                                                                     |
| czwórka ze sternikiem (M4+)              | Zawisza Bydgoszcz Patryk Brzeziński Rafał Hejmej Krystian Aranowski Michał Szpakowski st. Daniel Trojanowski                                                                                       | AZS UMK Energa Toruń Dariusz Juręczyk Mirosław Zajdenc Jakub Jabłoński Dawid Wielgosz st. Paweł Lipowski                                                                    | Lotto Bydgostia WSG Bank Pocztowy Bydgoszcz Krzysztof Gwizdała Mateusz Hamerski Dariusz Radosz Mirosław Kędzierski st. Rafał Woźniak                                  |
| czwórka podwójna wagi lekkiej (LM4x)     | AZS AWFiS Gdańsk Kamil Bredow Daniel Sobczak Przemysław Borchardt Adam Sobczak | AZS AWFiS Gdańsk Robert Urbański Piotr Abrahamczyk Michał Rychlicki Tomasz Mrozowicz                                                                                        | AZS UMK Energa Toruń Łukasz Pawłowski Szymon Wiśniewski Tomasz Majchrzak Jacek Majewski                                                                               |
| czwórka wagi lekkiej bez sternika (LM4-) | AZS AWFiS Gdańsk Artur Czerwiński Rafał Serwiak Łukasz Szpręgiel Kamil Kaluziński | AZS Szczecin Grzegorz Mądry Szymon Fernholc Maciej Trojan Kamil Tarnowski                                                                                                   | AZS UMK Energa Toruń Łukasz Pawłowski Tomasz Majchrzak Szymon Wiśniewski Radosław Krymski                                                                             |
| ósemka (M8+)                             | Lotto Bydgostia WSG Bank Pocztowy Bydgoszcz Filip Śniadecki Robert Sycz Mirosław Kędzierski Mateusz Hamerski Ryszard Ablewski Sebastian Kosiorek Mikołaj Burda Wojciech Gutorski st. Rafał Woźniak | Zawisza Bydgoszcz Radosław Zdrojkowski Rafał Wielgosz Michał Szpakowski Piotr Hojka Patryk Brzeziński Rafał Hejmej Krystian Aranowski Piotr Juszczak st. Daniel Trojanowski | AZS UMK Energa Toruń Piotr Majewski Dariusz Juręczyk Jakub Jabłoński Paweł Zajdenc Sławomir Kruszkowski Michał Słoma Michał Stawowski Robert Fuchs st. Paweł Lipowski |